# Spin-Gruppe
Die Spin-Gruppe ist ein Objekt aus der Mathematik und Physik, insbesondere aus den Bereichen der Spektralgeometrie und Quantenmechanik. Eine zentrale Eigenschaft der Spin-Gruppe {\displaystyle \operatorname {Spin} (n)} ist, dass sie eine 2-fache Überlagerung der Drehgruppe {\displaystyle \operatorname {SO} (n)} ist.

## Definition
Zu einem endlichdimensionalen Vektorraum {\displaystyle V} über einem Körper {\displaystyle K} und einer quadratischen Form {\displaystyle Q\colon V\to K} auf {\displaystyle V} definiert man die Clifford-Algebra {\displaystyle Cl(V,Q)} als die Algebra über {\displaystyle K}, die von {\displaystyle V} und dem Einselement {\displaystyle 1_{Cl}} erzeugt wird und deren Multiplikation die Relation
{\displaystyle v\cdot v=-Q(v)1_{Cl}}
erfüllt. Durch diese Beziehung ist die Clifford-Algebra bis auf Isomorphie eindeutig bestimmt.
Die Spin-Gruppe zu dieser quadratischen Form ist dann definiert als Untergruppe der Produkte einer geraden Anzahl von Einheitsvektoren
{\displaystyle \operatorname {Spin} (V,Q):=\{v_{1}\dots v_{2k}\in Cl(V,Q):k\in \mathbb {N} ,v_{1},\ldots ,v_{2k}\in V,Q(v_{1})=\ldots =Q(v_{2k})=1\}\subset Cl(V,Q)}.
Die Spin-Gruppe zu der quadratischen Form
{\displaystyle Q=x_{1}^{2}+\cdots +x_{n}^{2}}
auf dem {\displaystyle \mathbb {R} }-Vektorraum {\displaystyle V=\mathbb {R} ^{n}} wird kurz als {\displaystyle \operatorname {Spin} (n)} bezeichnet.
Für {\displaystyle p+q=n} bezeichnet man mit {\displaystyle \operatorname {Spin} (p,q)}
die Spin-Gruppe zu der quadratischen Form
{\displaystyle Q=x_{1}^{2}+\cdots +x_{p}^{2}-x_{p+1}^{2}-\cdots -x_{n}^{2}}
auf dem {\displaystyle \mathbb {R} }-Vektorraum {\displaystyle V=\mathbb {R} ^{n}}.

## Beispiele
Für {\displaystyle n\leq 6} hat man die folgenden Isomorphismen zu klassischen Lie-Gruppen:
- {\displaystyle \operatorname {Spin} (2)\cong S^{1}}
- {\displaystyle \operatorname {Spin} (3)\cong \operatorname {SU} (2)}
- {\displaystyle \operatorname {Spin} (4)\cong \operatorname {SU} (2)\times \operatorname {SU} (2)}
- {\displaystyle \operatorname {Spin} (5)\cong \operatorname {Sp} (2)}
- {\displaystyle \operatorname {Spin} (6)\cong \operatorname {SU} (4)}

## Spin(n) als 2-fache Überlagerung der SO(n)
Satz: {\displaystyle \operatorname {Spin} (n)} ist eine zweifache Überlagerung der {\displaystyle \operatorname {SO} (n)}.
Beweisskizze: In der Clifford-Algebra {\displaystyle Cl(n)} gilt {\displaystyle v^{-1}=-v} für alle {\displaystyle v\in \mathbb {R} ^{n}} mit {\displaystyle q(v,v)=1}. Die Abbildung
{\displaystyle x\mapsto -vxv^{-1}=vxv=x-2q(x,v)v}
ist eine Spiegelung des {\displaystyle \mathbb {R} ^{n}} und sie ist kompatibel mit Produkten, definiert also eine Darstellung
{\displaystyle \operatorname {Spin} (n)\to \operatorname {SO} (n)}.
Weil jedes Element aus {\displaystyle \operatorname {SO} (n)} Produkt einer geraden Anzahl von Spiegelungen ist, erhält man eine surjektive Abbildung, von der man zeigen kann, dass sie eine Überlagerung ist.
Der Kern besteht nur aus {\displaystyle \pm 1_{Cl}}, denn Elemente im Kern müssen mit allen {\displaystyle x\in \mathbb {R} ^{n}} kommutieren, also zum Zentrum der Clifford-Algebra gehören, welches aber nur aus skalaren Vielfachen von {\displaystyle 1_{Cl}} besteht. {\displaystyle \pm 1_{Cl}} sind die einzigen zu {\displaystyle \operatorname {Spin} (n)} gehörenden skalaren Vielfachen von {\displaystyle 1_{Cl}}, wie man mittels der in {\displaystyle \operatorname {Spin} (n)} gültigen Formel {\displaystyle (v_{1}\ldots v_{2k})^{-1}=v_{2k}\ldots v_{1}} sieht, aus der für Vielfache von {\displaystyle 1_{Cl}} folgt, dass ihr Quadrat {\displaystyle 1} ist.
Für {\displaystyle n\geq 3} ist {\displaystyle \operatorname {Spin} (n)} einfach zusammenhängend und die universelle Überlagerung von {\displaystyle \operatorname {SO} (n)}.
Analog ist {\displaystyle \operatorname {Spin} (p,q)} eine zweifache Überlagerung von {\displaystyle \operatorname {SO} _{0}(p,q)}, der Zusammenhangskomponente der Eins von {\displaystyle \operatorname {SO} (p,q)}. Für {\displaystyle p+q\geq 3} ist {\displaystyle \operatorname {Spin} (p,q)} zusammenhängend, dagegen hat {\displaystyle \operatorname {Spin} (1,1)} zwei Zusammenhangskomponenten.

## Lie-Algebra von Spin(n)
Die Lie-Algebra {\displaystyle {\mathfrak {spin}}(n)} von {\displaystyle \operatorname {Spin} (n)} ist der von den Produkten {\displaystyle e_{i}e_{j}} mit {\displaystyle i\not =j} aufgespannte Unterraum von {\displaystyle Cl(n)}.
Die Überlagerung {\displaystyle \operatorname {Spin} (n)\to \operatorname {SO} (n)} induziert einen Isomorphismus zur Lie-Algebra {\displaystyle {\mathfrak {so}}(n)} der schiefsymmetrischen Matrizen mit Spur {\displaystyle 0}. Dabei entspricht {\displaystyle \textstyle {\frac {1}{4}}\sum _{i,j}a_{ij}e_{i}e_{j}} der schiefsymmetrischen Matrix mit Einträgen {\displaystyle a_{ij}}.

## Darstellungen von Spin(n)
Durch den Homomorphismus {\displaystyle \operatorname {Spin} (n)\to \operatorname {SO} (n)} werden alle Darstellungen von {\displaystyle \operatorname {SO} (n)} auch zu Darstellungen von {\displaystyle \operatorname {Spin} (n)}. Das sind zunächst die Standard-Darstellung von {\displaystyle \operatorname {SO} (n)} auf {\displaystyle V=\mathbb {R} ^{n}} und weiter die induzierten Darstellungen auf den äußeren Algebren {\displaystyle \Lambda ^{k}V} für {\displaystyle k=2,3,\ldots }
Darüber hinaus gibt es noch für ungerade {\displaystyle n} die Spinor-Darstellung und gerade {\displaystyle n} die beiden Halbspinor-Darstellungen von {\displaystyle \operatorname {Spin} (n)}, welche sich nicht als Darstellungen von {\displaystyle \operatorname {SO} (n)} faktorisieren lassen. Zusammen mit den zuvorgenannten erhält man so alle Fundamentaldarstellungen von {\displaystyle \operatorname {Spin} (n)}.